# دنیای مرد عنکبوتی سونی
دنیای مرد عنکبوتی سونی (به انگلیسی: Sony's Spider-Man Universe) یک فرنچایز چندرسانه‌ای و جهان مشترک است که بر روی یک سریال از فیلم متمرکز شده‌است. این فیلم ابرقهرمانی توسط کلمبیا پیکچرز، گروه سینمایی سونی پیکچرز، مارول اینترتینمنت توزیع شده‌است. این فیلم بر اساس ویژگی‌های مختلف مارول کامیکس مرتبط با شخصیت مرد عنکبوتی است.
دنیای سینمایی سونی مارول شامل بخش انیمیشنی و سینمایی است. دنیای سینمای مارول سونی دنیایی سینمایی است که از سال ۲۰۱۸ توسط ونوم ۱ آغاز شده و با ونوم: بگذارید کارنیج بیاید (۲۰۲۱) و موربیوس (۲۰۲۲) ادامه پیدا کرد و قرار است با کریون شکارچی و مادام وب ادامه پیدا کند.

## انیمیشن

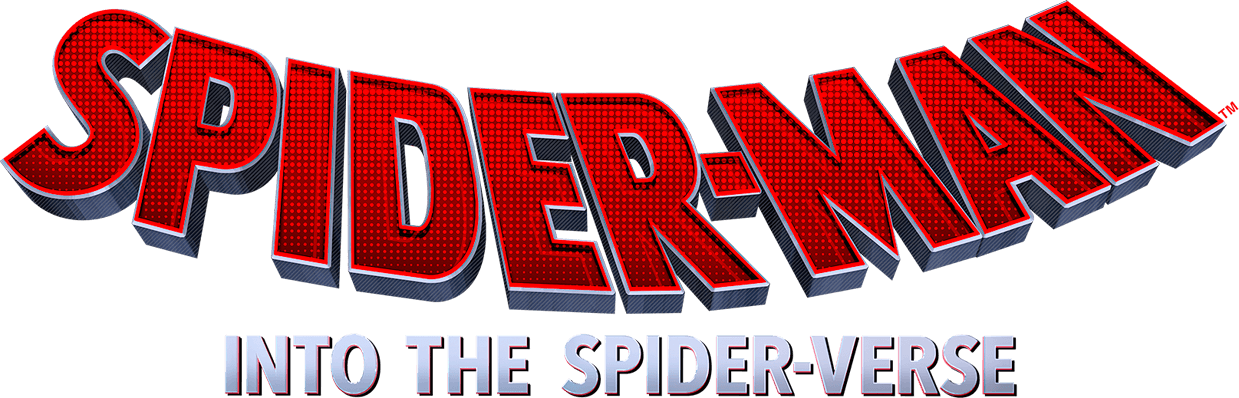
لوگو سری.

| فیلم                                 | سال تولید      | صدا پیشه اصلی | کارگردان                                         | نویسنده                                | داستان توسط                            | تهیه‌کننده                                                         |
| ------------------------------------ | -------------- | ------------- | ------------------------------------------------ | -------------------------------------- | -------------------------------------- | ----------------------------------------------------------------- |
| مرد عنکبوتی: به درون دنیای عنکبوتی   | ۱۴ دسامبر ۲۰۱۸ | شامیک مور     | باب پرسیچتی، پیتر رمزی و رادنی روتمن             | پیتر رمزی و رادنی روتمن                | فیل لرد                                | آوی آراد، امی پاسکال، فیل لرد، کریستوفر میلر و کریستینا استاینبرگ |
| مرد عنکبوتی: در میان دنیای عنکبوتی ۱ | ۲۵ مه ۲۰۲۳     | شامیک مور     | خواکیم دوس سانتوس، کمپ پاورز و جاستین کی تامپسون | دیوید کالاهام، فیل لرد و کریستوفر میلر | دیوید کالاهام، فیل لرد و کریستوفر میلر |                                                                   |
| مرد عنکبوتی : فراتر از دنیای عنکبوتی | نامعلوم        | شامیک مور     | خواکیم دوس سانتوس، کمپ پاورز و جاستین کی تامپسون | دیوید کالاهام، فیل لرد و کریستوفر میلر | دیوید کالاهام، فیل لرد و کریستوفر میلر |                                                                   |

### مرد عنکبوتی: به درون دنیای عنکبوتی (۲۰۱۸)
در آوریل ۲۰۱۵، سونی اعلام کرد که فیل لرد و کریستوفر میلر در حال نوشتن و تولید یک انیمیشن کمدی مرد عنکبوتی در حال توسعه در Sony Pictures Animation هستند. همان‌طور که یک سال قبل از افشای ایمیل فاش شد، سونی قبلاً از این دو خواسته شده بود تا بخش انیمیشن استودیو را در اختیار بگیرد. در ابتدا قرار بود در ۲۱ دسامبر ۲۰۱۸ عرضه شود، سونی تاریخ را یک هفته زودتر در ۱۴ دسامبر تغییر داد. کریستین بلسون، رئیس انیمیشن سونی پیکچرز، از لوگوی فیلم با عنوان کاری Animated Spider-Man در CinemaCon 2016 پرده برداری کرد و اعلام کرد که «از نظر مفهومی و بصری، [فیلم] زمینه جدیدی را برای ژانر ابرقهرمانی خواهد گشود.» باب پرسیچتی این انیمیشن را کارگردانی خواهد کرد، با پیتر رمزی و رادنی راثمن به عنوان کارگردانان و مایلز مورالس به عنوان قهرمان فیلم.

### اسپایدر-هام: گرفتار در ژامبون (۲۰۱۹)
نوشتار اصلی: اسپایدر-هام: گرفتار در ژامبون
فیل لرد و کریستوفر میلر، تهیه‌کنندگان مرد عنکبوتی: به درون دنیای عنکبوتی، علاقه خود را به ساخت انیمیشن‌های کوتاه با بازی اسپایدر-هام ابراز کردند. فیلم کوتاه اسپایدر-هام: گرفتار در ژامبون در تاریخ ۲۶ فوریه ۲۰۱۹ همراه با اکران دیجیتالی مرد عنکبوتی: به درون دنیای عنکبوتی منتشر شد.

### مرد عنکبوتی: در میان دنیای عنکبوتی (۲۰۲۳)
در نوامبر ۲۰۱۸، فاش شد که Into the Spider-Verse وارد ساخت دنباله شده‌است. دنباله ای که داستان مورالس را ادامه می‌دهد و عاشقانه ای با گوئن استیسی / عنکبوت گوئن، به کارگردانی خواکیم دوس سانتوس و نویسندگی دیوید کالاهام. در فوریه ۲۰۲۱، کریستوفر میلر فاش کرد که هم او و هم فیل لرد در حال نوشتن فیلمنامه با کالاهام هستند و پیتر رمزی پس از کارگردانی فیلم اول، به عنوان تهیه‌کننده اجرایی کار خواهد کرد. تا آوریل، کمپ پاورز و جاستین کی تامپسون (که دومی قبلاً به عنوان طراح تولید فیلم اول خدمت کرده بود) اعلام شد که فیلم را با دوس سانتوس کارگردانی می‌کنند. برای اکران در ۷ اکتبر ۲۰۲۲ برنامه‌ریزی شده‌است.
مرد عنکبوتی: در میان دنیای عنکبوتی در ۳۰ مهٔ ۲۰۲۳ در لس آنجلس به نمایش درآمد و در ۲ ژوئن در ایالات متحده منتشر شد. انتشار این فیلم قبلاً از تاریخ اولیهٔ آوریل ۲۰۲۲ به‌دلیل همه‌گیری کووید-۱۹ به تعویق افتاده بود.[۵] این فیلم مانند نسخهٔ قبلی، مورد تحسین منتقدان قرار گرفت و ۶۹۰ میلیون دلار در جهان فروش داشت در حالی که بودجهٔ ساخت آن ۱۰۰ میلیون دلار بود و ششمین فیلم پرفروش ۲۰۲۳ شد. انستیتوی فیلم آمریکا آن را یکی از ده فیلم برتر سال ۲۰۲۳ معرفی کرد. این فیلم نامزد دریافت جایزهٔ بهترین پویانمایی بلند در مراسم گلدن گلوب، بفتا و اسکار شد. سوم و آخرین فیلم این مجموعه، تحت عنوان مرد عنکبوتی: فراتر از دنیای عنکبوتی، و اسپین‌آفی با محوریت شخصیت‌های زن در دست ساخت هستند.

### مرد عنکبوتی: فراتر از دنیای عنکبوتی (نامعلوم)
در دسامبر ۲۰۲۱، لرد و میلر فاش کردند که فیلم پس از نوشتن داستانی که می‌خواستند برای قسمت دوم بگویند و متوجه شدند که برای یک فیلم خیلی زیاد است، به دو قسمت تقسیم می‌شود. کار روی هر دو بخش به‌طور همزمان در حال انجام بود. انتظار می‌رفت این فیلم در سال ۲۰۲۴ اکران شود.

اما اعتصابات بازیگران در هالیوود سبب ایجاد مشکلاتی در ساخت بسیاری از پروژه های هالیوودی شد که انیمیشن مرد عنکبوتی نیز از آن مستثنی نبود همین موضوع سبب شد تا تاریخ اکران این انیمیشن نامعلوم بماند 

### پروژه‌های بالقوه
همراه با اعلام یک دنباله، یک اسپین آف با تمرکز بر شخصیت‌های زن عنکبوتی در حال ساخت است و لورن مونتگومری در حال مذاکره برای کارگردانی فیلم است، در حالی که بک اسمیت قرار است نویسندگی آن را بر عهده بگیرد. اسپین آف با بازی زن عنکبوتی / اسپایدر گوئن، و قرار است شخصیت‌های سیندی مون / سیلک و جسیکا درو / اسپایدر وومن را ایفا کند. ایمی پاسکال تهیه‌کننده احساس کرد که «خیلی خوب است که ما می‌توانیم فیلم‌هایی دربارهٔ ابرقهرمانان زن در این قلمرو تعریف کنیم» زیرا او معتقد است «شخصیت‌هایی وجود خواهند داشت که واقعاً برای مردم طنین انداز می‌شوند». پاسکال در مورد نحوه اتصال فیلم اسپین آف به در سراسر دنیای عنکبوتی گفت که این فیلم به عنوان «سکوی پرتاب» برای اسپین آف عمل خواهد کرد. هایلی استاینفلد ابراز علاقه کرد که در این فیلم نقش اسپایدر گوئن را دوباره بازی کند.
جان مولانی به یک فیلم اسپین آف با بازی اسپایدرهام ابراز علاقه کرد، با طرح احتمالی داستانی شبیه به واترگیت که می‌تواند بر حرفه کاراکتر به عنوان یک گزارشگر تمرکز کند.

## فیلم
| فیلم                       | سال تولید      | بازیگر اصلی       | کارگردان         | نویسنده                              | داستان توسط                     | تهیه‌کننده                                                         |
| -------------------------- | -------------- | ----------------- | ---------------- | ------------------------------------ | ------------------------------- | ----------------------------------------------------------------- |
| ونوم                       | ۱ اکتبر ۲۰۱۸   | تام هاردی         | روبن فلیشر       | جف پینکنر، اسکات روزنبرگ و کلی مارسل | جف پینکنر و اسکات روزنبرگ       | آوی آراد، ایمی پاسکال و مت تولماخ                                 |
| ونوم: بگذارید کارنیج بیاید | ۱ اکتبر ۲۰۲۱   | تام هاردی         | اندی سرکیس       | کلی مارسل                            | تام هاردی کلی مارسل             | آوی آراد، مت تولماخ، ایمی پاسکال کلی مارسل، تام هاردی و هاچ پارکر |
| موربیوس                    | ۲۸ ژانویه ۲۰۲۲ | جرد لتو           | دنیل اسپینوزا    | مت سازما و بارک شارپلس               | موربیوس اثر روی توماس و گیل کین | آوی آراد، مت تولماچ و لوکاس فاستر                                 |
| کریون شکارچی               | ۱۳ ژانویه ۲۰۲۳ | آرون تایلر-جانسون | جی. سی. چاندور   | آرت مارکوم و مت هالووی و ریچارد ونک  |                                 | آوی آراد و مت تولماچ                                              |
| مادام وب                   | ۷ ژوئیه ۲۰۲۳   | داکوتا جانسون     | اس. جی. کلارکسون | مت سازاما و برک شارپلس کرم سانگا     | کرم سانگا                       | آوی آراد                                                          |
| ال مورتو                   | ۱۲ ژانویه ۲۰۲۴ | بد بانی           | _                | _                                    | _                               | آوی آراد                                                          |

ونوم که توسط تام هاردی در فیلم ونوم به تصویر کشیده شده‌است.

کار بر روی یک جهان گسترش یافته با استفاده از شخصیت‌های فرعی فیلم‌های مرد عنکبوتی تا دسامبر ۲۰۱۳ آغاز شد. پس از شکست نسبی انتقادی و مالی مرد عنکبوتی شگفت‌انگیز ۲، این برنامه‌ها کنار گذاشته شد و در فوریه ۲۰۱۵، سونی قرارداد همکاری با استودیو مارول در فیلم‌های آینده مرد عنکبوتی و ادغام این شخصیت در دنیای سینمایی مارول (MCU). این رابطه باعث تولید مرد عنکبوتی: بازگشت به خانه، مرد عنکبوتی: دور از خانه و مرد عنکبوتی: راهی به خانه نیست شد، در حالی که سونی به‌طور جداگانه ونوم را به عنوان یک فیلم مستقل که جهان خودش را آغاز می‌کند، بازسازی کرد.
صحنه میانی فیلم ونوم: بگذارید کارنیج بیاید ادی براک و ونوم را می‌بیند که از هتلشان به مکانی ناآشنا منتقل می‌شوند و شاهد نسخه MCU از جی جونا جیمسون است که هویت مرد عنکبوتی به عنوان پیتر پارکر را فاش می‌کند. این در صحنه میانی فیلم مرد عنکبوتی: راهی به خانه نیست ادامه می‌یابد، جایی که براک و ونوم به جهان اصلی‌اش بازگردانده می‌شوند و قطعه کوچکی از ونوم را پشت سر می‌گذارند.
علاوه بر این، مایکل کیتون نقش آدریان تومز که در فیلم مرد عنکبوتی: بازگشت به خانه بازی کرده بود را در موربیوس دوباره بازی خواهد کرد، که همچنین به پایان فیلم مرد عنکبوتی: دور از خانه اشاره می‌کند که در آن میستریو به قتل رسیده‌است.

### ونوم (۲۰۱۸)

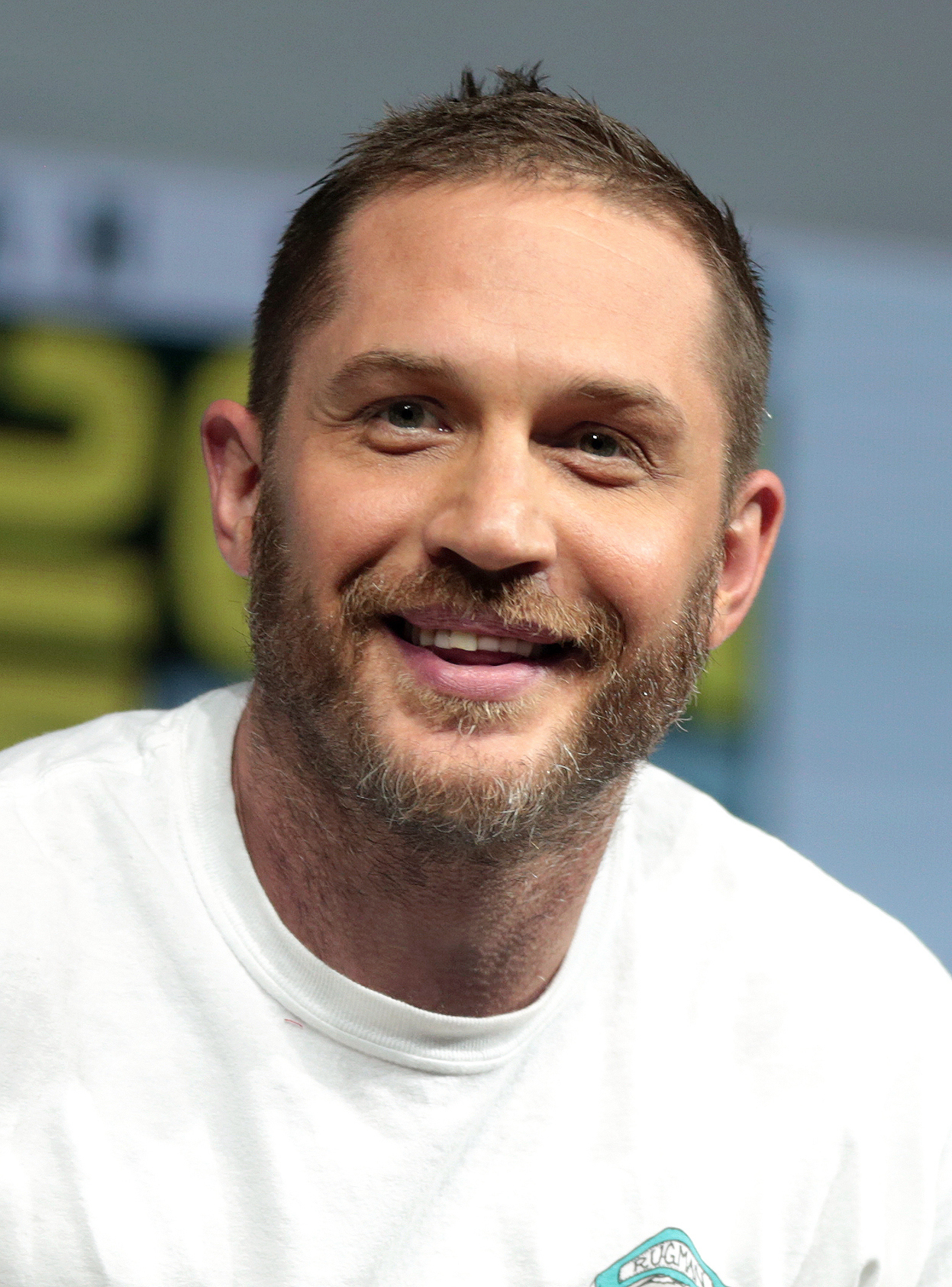
تام هاردی، ستاره فیلم‌های ونوم و ونوم: بگذارید کارنیج بیاید

به دنبال یک رسوایی، روزنامه‌نگار ادی براک تلاش می‌کند تا با تحقیق در بنیاد زندگی حرفه خود را احیا کند، اما با سیمبیوت بیگانه ونوم که با براک پیوند برقرار می‌کند و به او قدرت‌های فوق‌العاده می‌دهد، در تماس است.
فیلم ونوم که مدت‌ها در حال توسعه بود، توسط سونی در مارس ۲۰۱۶ به عنوان شروع جهان مشترک جدید احیا شد. یک سال بعد، اسکات روزنبرگ و جف پینکنر مشغول نوشتن فیلمنامه بودند. در ماه مه ۲۰۱۷، سونی اعلام کرد که تام هاردی در نقش ادی براک / ونوم در ونوم بازی خواهد کرد که توسط روبن فلیشر کارگردانی خواهد شد. کلی مارسل بعداً به عنوان یک نویسنده دیگر پیوست. فیلمبرداری از اکتبر ۲۰۱۷ تا ژانویه ۲۰۱۸، در آتلانتا، نیویورک و سان فرانسیسکو انجام شد. این فیلم در ۵ اکتبر ۲۰۱۸ در ایالات متحده اکران شد.
تهیه‌کنندگان می‌خواستند به جای معرفی فرصت‌های متقاطع برای فیلم‌های آینده، بر روایت داستانی مستقل با ونوم تمرکز کنند. با این حال، این فیلم شامل یک صحنه پس از اعتبارسنجی است که شامل کلیپی از مرد عنکبوتی: به درون دنیای عنکبوتی (۲۰۱۸) است که نشان می‌دهد جهان ونوم بخشی از دنیای عنکبوتی است، یک چندجهانی مشترک. این به این دلیل اضافه شد که سونی و تولیدکنندگان ونوم از امکان تقابل بین فیلم‌های اکشن زنده و انیمیشن پس از دیدن کیفیت مرد عنکبوتی: به درون دنیای عنکبوتی هیجان‌زده شدند.

### ونوم: بگذارید کارنیج بیاید (۲۰۲۱)
ادی براک با مصاحبه با قاتل زنجیره ای کلتوس کسدی، که میزبان کارنیج می‌شود و پس از یک اعدام ناموفق از زندان می‌گریزد، به بازسازی حرفه خود ادامه می‌دهد.
وودی هارلسون در نقش Cletus Kasady / Carnage در پایان Venom به‌عنوان مجموعه‌ای برای دنباله احتمالی ظاهر شد، که در ژانویه ۲۰۱۹ تأیید شد که مارسل نویسنده و ستاره هاردی بازگشتند. فلیشر به دلیل تعهد به سرزمین زامبی‌ها: شلیک نهایی (۲۰۱۹) این کار را انجام نداد؛ اندی سرکیس به عنوان کارگردان در اوت ۲۰۱۹ استخدام شد. فیلمبرداری در انگلستان از نوامبر ۲۰۱۹ تا فوریه ۲۰۲۰، با فیلمبرداری اضافی در سانفرانسیسکو انجام شد. ونوم: بگذارید کارنیج بیاید در ۱ اکتبر ۲۰۲۱ منتشر شد.
سرکیس گفت ونوم: بگذارید کارنیج بیاید در دنیای خودش اتفاق می‌افتد و شخصیت‌هایش از قهرمان‌های دیگر مانند مرد عنکبوتی بی‌اطلاع بودند، اگرچه فیلم به دنیای گسترده‌تر مارول اشاره دارد. اینها شامل روزنامه دیلی بیوگل است که همان عنوانی را در فیلم دارد که در مجموعه فیلم مرد عنکبوتی سم ریمی انجام داد.[۷۸] صحنه اواسط تیتراژ، براک و ونوم را به دلیل طلسم دکتر استرنج در فیلم مرد عنکبوتی: راهی به خانه نیست (۲۰۲۱) به دنیای سینمایی مارول منتقل می‌کند. فیلمی از تام هالند در نقش پیتر پارکر / مرد عنکبوتی و جی. کی. سیمونز در نقش جیمز جونا جیمسون از MCU در صحنه نشان داده شده‌است.<

### موربیوس (۲۰۲۲)
مایکل موربیوس که از یک بیماری خونی نادر رنج می‌برد، یک درمان خطرناک را امتحان می‌کند که او را به نوعی خون‌آشام مبتلا می‌کند.
مت سازاما و برک شارپلس پس از یک «فرایند توسعه مخفی» در سونی، فیلمنامه ای را برای فیلمی بر اساس موربیوس، خون‌آشام زنده نوشتند.<در ژوئن ۲۰۱۸، جرد لتو قرار بود به عنوان شخصیت اصلی بازی کند و دنیل اسپینوزاا کارگردانی فیلم را بر عهده داشت. فیلمبرداری در پایان فوریه ۲۰۱۹، در لندن، آغاز شد و تأیید شد که تا ژوئن به پایان رسیده‌است. موربیوس قرار است در ۱ آوریل ۲۰۲۲ منتشر شود.
مایکل کیتون دوباره نقش خود را به عنوان آدریان تومز / کرکس از فیلم MCU مرد عنکبوتی: بازگشت به خانه (۲۰۱۷) در موربیوس، که به مرد عنکبوتی نیز اشاره دارد، بازی می‌کند. علی‌رغم این ارتباطات، تهیه‌کنندگان قصد داشتند مانند ونوم، داستانی مستقل برای موربیوس تعریف کنند.

### کریون شکارچی (۲۰۲۳)
ریچارد ونک برای نوشتن فیلمنامه ای بر اساس کریون شکارچی در اوت ۲۰۱۸ استخدام شد. آرت مارکوم و مت هالووی فیلمنامه را تا اوت ۲۰۲۰ بازنویسی کرده بودند و جی. سی. چاندور برای کارگردانی وارد مذاکره شد؛ او در می ۲۰۲۱ زمانی که آرون تایلر-جانسون برای نقش اصلی انتخاب شد تأیید شد. کریون شکارچی قرار است در ۱۳ ژانویه ۲۰۲۳ منتشر شود.

### فیلم‌های در حال توسعه
سونی تاریخ‌های اکران فیلم‌های نامشخص را در ۲۳ ژوئن و ۶ اکتبر ۲۰۲۳ برنامه‌ریزی کرده‌است. در زیر لیستی از پروژه‌های شناخته شده در حال توسعه آورده شده‌است.
- شش خبیث: برنامه‌های سونی در دسامبر ۲۰۱۳ برای دنیای مشترک مرد عنکبوتی شگفت‌انگیز شامل فیلمی بر اساس گروه شرور مرد عنکبوتی شش خبیث بود که درو گادرد به نوشتن پیوست.<[۵۸]

او همچنین در آوریل ۲۰۱۴ کارگردانی این فیلم را تأیید کرد، اما اعتقاد بر این بود که تا نوامبر ۲۰۱۵ زمانی که سونی روی راه‌اندازی مجدد جدید خود با مارول تمرکز می‌کرد، این فیلم لغو شد.<
پاسکال گفت که این فیلم در دسامبر ۲۰۱۸ پس از موفقیت ونوم دوباره «زنده» شد، و او منتظر بود تا گودارد آماده کارگردانی آن قبل از ادامه پروژه باشد.<
- نگهبان شب: تا سپتامبر ۲۰۱۷، سونی به‌طور فعال در حال توسعه فیلمی بر اساس شخصیت نگهبان شب با فیلمنامه ای از ادوارد ریکورت بود. سونی می‌خواست اسپایک لی کارگردانی این فیلم را بر عهده بگیرد،[۶۲] و علاقه‌مندی او به این پروژه در مارس ۲۰۱۸ تأیید شد، و چئو هوداری کوکر فیلمنامه را دوباره می‌نویسد.[۶۳] لی دیگر در اکتبر درگیر نبود.[۶۴]
- سومین فیلم ونوم بدون عنوان: هاردی در اوت ۲۰۱۸ تأیید کرد که برای بازی در سه فیلم ونوم قرارداد امضا کرده‌است.[۶۵] اندی سرکیس ابراز علاقه کرد که در سپتامبر ۲۰۲۱ برای کارگردانی فیلم دیگری از ونوم بازگردد،[۶۶] و در آن دسامبر، پاسکال گفت که آنها در «مراحل برنامه‌ریزی» ونوم ۳ هستند.[۶۷]
- جک‌پات: تا آگوست ۲۰۱۸، سونی فیلمی با محوریت شخصیت جک‌پات را در نظر گرفت و فعالانه به دنبال نویسنده‌ای بود.<[۶۸]مارک گوگنهایم، نویسنده کتاب‌های کمیک جک‌پات، در ماه می ۲۰۲۰ مشخص شد که در حال نوشتن فیلمنامه جک‌پات است،[۶۹] اگرچه او تا آن زمان دو سال روی این فیلم کار می‌کرد.[۷۰]
- مادام وب: پس از کار آنها بر روی موربیوس، سونی مت سازما و بورک شارپلس را در سپتامبر ۲۰۱۹ استخدام کرد تا فیلمنامه ای را با محوریت مادام وب بنویسند.[۷۱] در می ۲۰۲۰، اس. جی. کلارکسون برای توسعه و کارگردانی اولین فیلم مارول با محوریت زن سونی استخدام شد، که گزارش شده بود که فیلم مادام وب بود.[۷۲][۶۹] استودیو به دنبال پیوستن یک بازیگر برجسته مانند شارلیز ترون یا ایمی آدامز به پروژه بود، قبل از استخدام یک نویسنده جدید برای ساخت فیلم با در نظر گرفتن یک بازیگر.[۷۲]
- پروژه روبرتو اورچی بدون عنوان: در مارس ۲۰۲۰، سونی، روبرتو ارسی، نویسنده مرد عنکبوتی شگفت‌انگیز ۲ را برای نوشتن فیلمنامه یک فیلم بدون عنوان مارول که در دنیای مشترک سونی می‌گذرد، استخدام کرد. طرح داستان بر اساس ویژگی «گوشه ای از جهان مارول است که سونی به آن دسترسی دارد» به جای شخصیتی مانند سایر فیلم‌های مارول سونی که به مرد عنکبوتی وابسته است.[۷۳]
- پروژه بدون عنوان اولیویا وایلد: در آگوست ۲۰۲۰، اولیویا وایلد برای توسعه و کارگردانی یک فیلم زن محور مارول برای سونی با شریک نویسندگی خود، کیتی سیلبرمن، قراردادی را امضا کرد. این پروژه از اوایل سال ۲۰۲۰ در اولویت بالایی در استودیو قرار داشت و اعتقاد بر این بود که شخصیت زن عنکبوتی را در خود دارد.[۷۴]
- پروژه‌های دیگر: سونی در نظر داشت تا ژوئن ۲۰۱۷ فیلمی با محوریت میستریو بسازد،[۷۵] که جیک جیلنهال در نقش دور از خانه بازی کرد.[۷۶] در دسامبر ۲۰۱۸، یک فیلم اسپین آف از فیلم‌های مرد عنکبوتی MCU یا فیلم‌های انیمیشن دنیای عنکبوتی با بازی زن‌عمو می مرد عنکبوتی پیشنهاد شد، مفهومی که سونی قبلاً از آن به عنوان «احمقانه» یاد می‌کرد.[۶۱]

## مجموعه‌های تلویزیونی
| مجموعه‌ها | فصل | قسمت‌ها | قسمت‌ها | تاریخ اصلی پخش | تاریخ اصلی پخش | شورانر       | وضعیت     |
| مجموعه‌ها | فصل | قسمت‌ها | قسمت‌ها | اولین بار      | آخرین بار      | شورانر       | وضعیت     |
| -------- | --- | ------ | ------ | -------------- | -------------- | ------------ | --------- |
| سیلک     | ۱   | TBA    | TBA    | TBA            | TBA            | تام اسپزیالی | پیش تولید |

### سیلک
تا پایان ژوئن ۲۰۱۸، سونی و ایمی پاسکال ساخت فیلمی را با محوریت شخصیت سیندی مون / سیلک با بازی تیفانی اسپنسن در دنیای سینمایی مارول آغاز کردند که با نسخه‌ای که در انیمیشن زنان عنکبوتی سونی ظاهر می‌شود متمایز بود. فیلم در اواخر سال ۲۰۱۹، سیلک به عنوان یک نامزد خوب برای یک سریال تلویزیونی شناخته شد و توسعه نسخه سریال با ماندن پاسکال به عنوان تهیه‌کننده آغاز شد. لورن مون این سریال را توسعه داد و نوشت و در کنار تام اسپزیالی، مجری برنامه، تهیه کنندگی اجرایی را بر عهده داشت.

### سری در حال توسعه
- نقره‌ای و سیاه: سونی فیلم تیم‌آپ زنانه نقره‌ای و سیاه را در اوت ۲۰۱۸ لغو کرد و قصد داشت آن را به‌عنوان دو فیلم جداگانه با تمرکز بر هر یک از شخصیت‌های عنوان یعنی گربه سیاه و سمور نقره‌ای بازسازی کند. انتظار می‌رفت که جینا پرینس-بایتوود، کارگردان نقره‌ای و سیاه همچنان به عنوان تهیه‌کننده درگیر باشد.[۶۸] تا ژانویه ۲۰۲۰، این پروژه دوباره به عنوان یک سریال تلویزیونی توسعه یافت،[۸۱] که پرنس-بایتوود در آوریل آن را تأیید کرد. او پیشنهاد کرد که می‌تواند یک سریال محدود باشد.[۸۲]